# Green River (Utah)
Green River es una ciudad situada en el condado de Emery, en el Estado de Utah (Estados Unidos). Según el censo de 2020, tiene una población de 847 habitantes.